# Scrophularia duplicato-serrata
Scrophularia duplicato-serrata är en flenörtsväxtart som beskrevs av Tomitaro Makino. Scrophularia duplicato-serrata ingår i släktet flenörter, och familjen flenörtsväxter. Inga underarter finns listade i Catalogue of Life.